# Hippokoon (Sohn des Hyrtakos)
Hippokoon (altgriechisch Ἱπποκόων Hippokóōn, deutsch ‚der Pferdekenner‘), der Sohn des Hyrtakos, war in der griechischen Mythologie ein Thraker, der im Trojanischen Krieg auf der Seite von Troja kämpfte. Er war der Cousin des thrakischen Königs Rhesos.
Diomedes und Odysseus waren nachts in das Lager der Thraker eingedrungen. Während Diomedes Rhesos und zwölf weitere im Schlaf ermordete, stahl Odysseus die vier weißen Pferde des Rhesos. Als Hippokoon hinzukam, waren die beiden schon geflohen und seine Kameraden tot.
Nach dem Fall Trojas begleitete Hippokoon Aeneas auf seiner Reise. Bei Wettkämpfen, die Aeneas veranstaltete, siegte er im Wettschießen mit dem Bogen.